# Mesembrius strigilatus
Mesembrius strigilatus är en tvåvingeart som först beskrevs av Mario Bezzi 1912.  Mesembrius strigilatus ingår i släktet Mesembrius och familjen blomflugor. Inga underarter finns listade i Catalogue of Life.